# فرودگاه پورتلند مورینو
 فرودگاه پورتلند مورینو (به انگلیسی: Portland-Mulino Airport) (به زبان بومی: Mulino Airport) یک فرودگاه همگانی است که یک باند فرود آسفالت دارد و طول باند آن ۱۰۹۷ متر است. این فرودگاه در کشور ایالات متحده آمریکا قرار دارد و در ارتفاع ۷۹ متری از سطح دریا واقع شده است.